# 亚里士多德环形山
亚里士多德环形山（英語：Aristoteles）是位于月球正面冷海南侧边沿的一座大撞击坑，约形成于32-11亿年前的爱拉托逊纪，其名称取自古希腊哲学家亚里士多德（公元前384年-公元前322年），1935年被国际天文学联合会正式接受。

## 描述

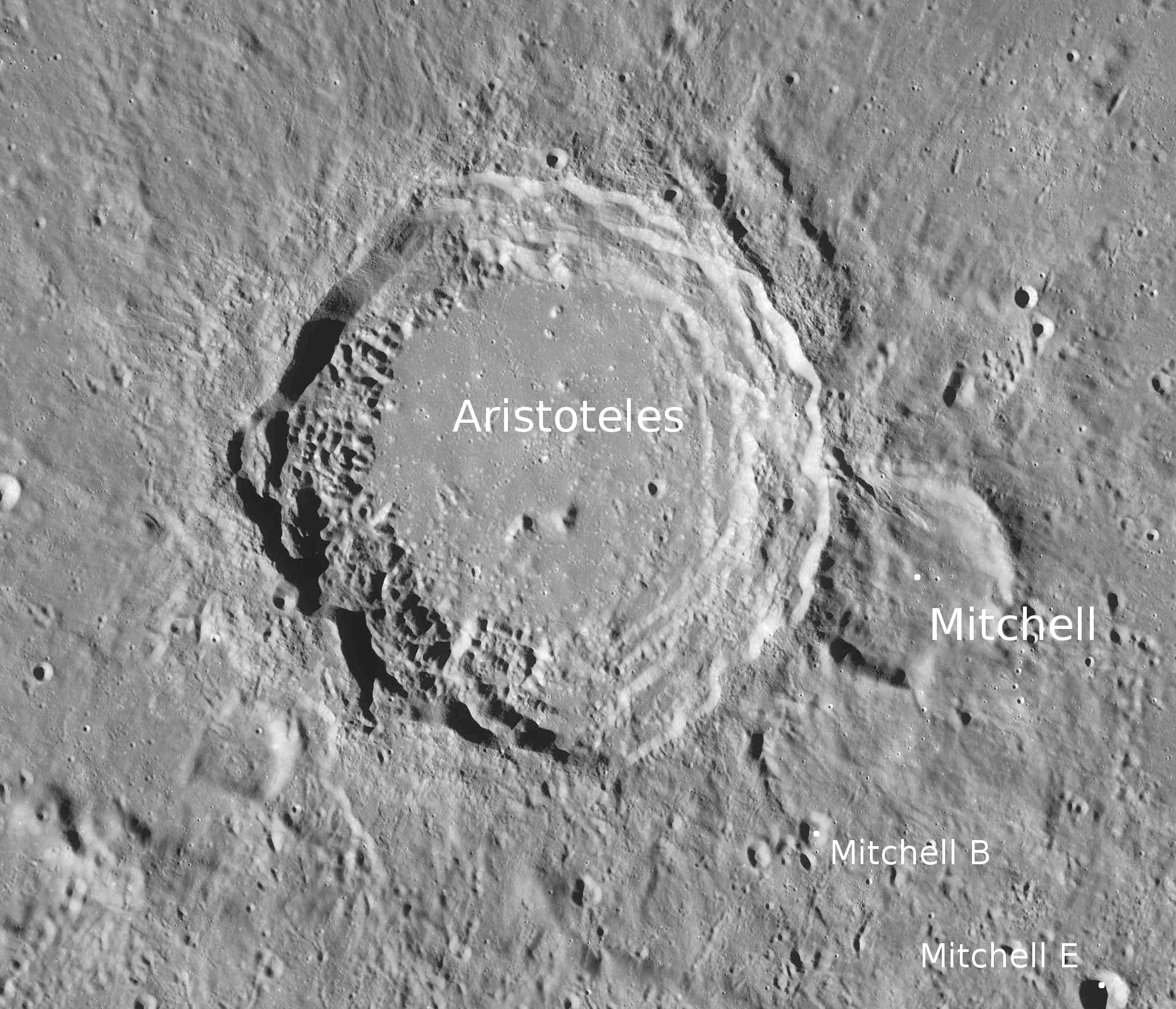
亚里士多德环形山的周边，月球勘测轨道飞行器拍摄。

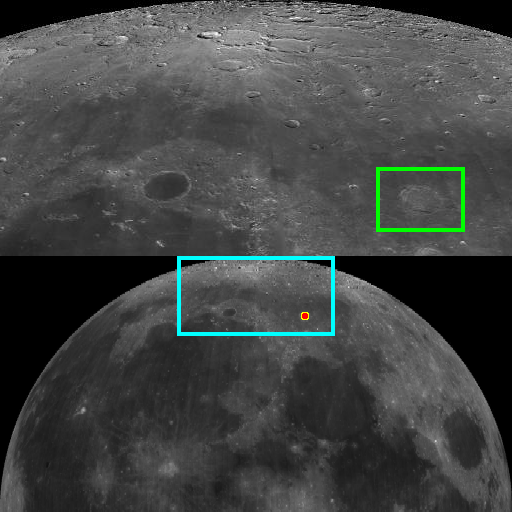
亚里士多德环形山在月球上的位置

该陨坑西侧坐落了古老的阿尔卑斯山脉、南面分布着嶙峋的高加索山脉和醒目的欧多克索斯环形山，它的东侧边缘连接了相对较小的米切尔陨石坑、西南和东北分别毗邻已被熔岩淹没的埃格德陨石坑和壁沿尖峭的伽勒陨石坑。该陨坑中心月面坐标为50°12′N 17°24′E / 50.2°N 17.4°E，直径87.57公里，深约2.82公里。
亚里士多德环形山外观轮廓大致呈略为扭曲的圆角六边形状，宽厚的内壁上显示有细微的阶坡状结构，沿坑外喷发物覆盖层上遍布着呈径向分布的小岩丘。亚里士多德环形山坑壁最大高出周边地形1410米，内部容积约为7301.60立方公里。坑底表面凹凸不平，分布着起伏的丘陵，一些突出物半露在填塞的覆盖层上面。中心点偏南坐落了一些小中央丘，其高度300-600米不等，这些山丘是由斜长岩和含80-85%斜长石的辉长-苏长-橄长斜长岩以及斜长辉长岩所构成。
亚里士多德环形山已被月球和行星观测协会（ALPO）列入《带有明亮射纹系统的撞击坑列表》。

## 卫星陨石坑
按惯例，这些最靠近亚里士多德环形山的卫星坑，将通过在其陨坑中心点旁放置一字母而在月球地图上标示出来。

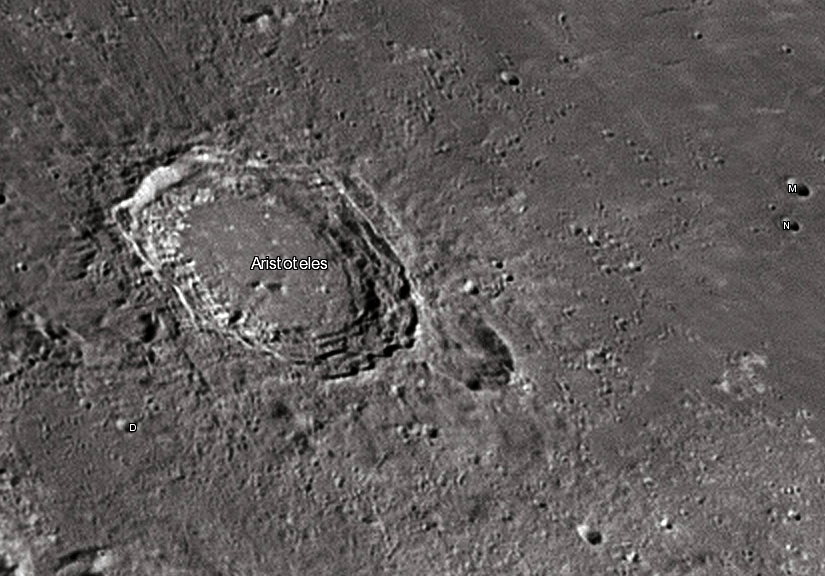
周边卫星坑图

| 亚里士多德 | 纬度    | 经度    | 直径   |
| ---------- | ------- | ------- | ------ |
| D          | 47.5° N | 14.7° E | 6 公里 |
| M          | 53.5° N | 27.2° E | 7 公里 |
| N          | 52.9° N | 26.8° E | 5 公里 |

## 另请参阅
- Wood, Chuck. . Lunar Photo of the Day. 2007-02-27  [2007-02-27]. （原始内容存档于2015-07-04）.
- Wood, Chuck. . Lunar Photo of the Day. 2007-09-11  [2007-09-11]. （原始内容存档于2015-06-30）.

- Andersson, L. E.; Whitaker, E. A. . NASA RP-1097. 1982.
- Blue, Jennifer. . USGS. July 25, 2007  [2007-08-05]. （原始内容存档于2016-03-31）.
- Bussey, B.; Spudis, P. . New York: Cambridge University Press. 2004. ISBN 978-0-521-81528-4.
- Cocks, Elijah E.; Cocks, Josiah C. . Tudor Publishers. 1995. ISBN 978-0-936389-27-1.
- McDowell, Jonathan. . Jonathan's Space Report. July 15, 2007  [2007-10-24]. （原始内容存档于2015-01-12）.
- Menzel, D. H.; Minnaert, M.; Levin, B.; Dollfus, A.; Bell, B. . Space Science Reviews. 1971, 12 (2): 136–186. Bibcode:1971SSRv...12..136M. doi:10.1007/BF00171763.
- Moore, Patrick. . Sterling Publishing Co. 2001. ISBN 978-0-304-35469-6.
- Price, Fred W. . Cambridge University Press. 1988. ISBN 978-0-521-33500-3.
- Rükl, Antonín. . Kalmbach Books. 1990. ISBN 978-0-913135-17-4.
- Webb, Rev. T. W.  6th revised. Dover. 1962. ISBN 978-0-486-20917-3.
- Whitaker, Ewen A. . Cambridge University Press. 1999. ISBN 978-0-521-62248-6.
- Wlasuk, Peter T. . Springer. 2000. ISBN 978-1-85233-193-1.